# Saison-Kurzarbeitergeld
Das Saison-Kurzarbeitergeld ist eine Lohnersatzleistung der deutschen Arbeitslosenversicherung mit dem Ziel, die ganzjährige Beschäftigung in der Bauwirtschaft und in anderen Wirtschaftszweigen zu fördern. Es ist – wie das Transferkurzarbeitergeld – eine Sonderform des (konjunkturellen) Kurzarbeitergeldes, durch das speziell Entlassungen in den Wintermonaten und der damit einhergehende Anstieg der Arbeitslosigkeit im Winter vermieden werden soll. Vorgängerleistungen waren das Schlechtwettergeld und das Winterausfallgeld.

## Ausgangslage
Das Baugewerbe ist typischerweise besonders witterungsabhängig. Dies bringt in den Wintermonaten für die Arbeitnehmer ein hohes Lohnausfallrisiko durch unmittelbaren witterungsbedingten Arbeitsausfall mit sich, andererseits besteht für die Arbeitgeber ein hohes Lohnzahlungsrisiko durch Auftragsmangel, der als mittelbare Folge schlechter Witterung auftritt. Dies führt immer wieder zu „Winterkündigungen“.

## Geschichtliche Entwicklung und Rechtsgrundlagen
In der Tarifrunde 2004/2005 verständigten sich die Tarifvertragsparteien des Baugewerbes darauf, die gesetzlichen und tariflichen Instrumente der Winterbauförderung zu verbessern (Vereinbarung zur Weiterentwicklung der Förderung der ganzjährigen Beschäftigung in der Bauwirtschaft vom 29. Juli 2005). Das von den Tarifvertragsparteien entwickelte Konzept für ein Saison-Kurzarbeitergeld wurde in Gesprächen mit der damaligen rot-grünen Bundesregierung weitgehend übernommen. Die Parteien der Großen Koalition CDU, CSU und SPD knüpften daran an, indem sie in ihrem Koalitionsvertrag die Einführung des Saison-Kurzarbeitergeldes verabredeten. Nach Durchlaufen des Gesetzgebungsverfahrens trat schließlich am 1. April 2006 das Gesetz zur Förderung der ganzjährigen Beschäftigung (BGBl. I S. 926) in Kraft. Durch Artikel 1 dieses Gesetzes wurden die maßgeblichen Regelungen für das Saison-Kurzarbeitergeld in das Dritte Buch Sozialgesetzbuch (SGB III) (Änderung der damaligen §§ 169 ff SGB III, seit 1. April 2012 §§ 95 ff, insbesondere des damaligen § 175 SGB III, seit 1. April 2012 § 101 SGB III) eingefügt. Das Saison-Kurzarbeitergeld konnte damit erstmals ab dem 1. Dezember 2006 in Anspruch genommen werden. Die das Winterausfallgeld, das Mehraufwands-Wintergeld und das Zuschuss-Wintergeld regelnden §§ 209 bis 216 SGB III a.F. wurden aufgehoben. Während das Winterausfallgeld damit weggefallen ist, wurde der Anspruch auf das Mehraufwands- und das Zuschuss-Wintergeld in § 175a SGB III, seit 1. April 2012 in § 102 SGB III normiert. Für das Baunebengewerbe enthielt § 434n SGB III, seit 1. April 2012 § 133 SGB III eine Übergangsregelung. Die Winterbeschäftigungs-Verordnung regelt die Finanzierung der Leistungen.
Erstmals hat der Gesetzgeber die Grundlage dafür geschaffen, neben der Bauwirtschaft auch andere Wirtschaftszweige in die Schlechtwetterregelungen einzubeziehen. Davon wurde bisher aber kein Gebrauch gemacht. In den Förderperioden 2006/2007 und 2007/2008 wurde die arbeitsmarktpolitische Effektivität des Saison-Kurzarbeitergeldes und die Kostenfolgen evaluiert.
Bereits im Sommer 2005 hatten die Tarifvertragsparteien des Bauhauptgewerbes den Bundesrahmentarifvertrag für gewerbliche Arbeitnehmer im Baugewerbe an die zu erwartenden gesetzlichen Regelungen für das Saison-Kurzarbeitergeld angepasst.

## Evaluierung der Wirkungen des Saison-Kurzarbeitergeldes
Das Institut Arbeit und Qualifikation der Universität Duisburg-Essen (IAQ) erforschte im Auftrag der Bundesregierung im Jahr 2008 die Wirkungen des Saison-Kurzarbeitergeldes und der damit einhergehenden ergänzenden Leistungen. Dabei wurde festgestellt, dass sich der Beschäftigungsrückgang im Baugewerbe zum Winter gegenüber der Zeit vor der Einführung des Saison-Kurzarbeitergeldes mehr als halbiert hat. Dies wird als ein eindeutiger Trendbruch hin zu einer Verstetigung des Arbeitsmarktgeschehens im Baugewerbe bewertet, der im Wesentlichen auf die neue Winterbauförderung zurückzuführen sei. Die Winterarbeitslosigkeit in den Bauberufen ging um 35 % zurück. In der Förderperiode 2006/2007 wurden 156.000 Personen weniger arbeitslos. Die Arbeitslosenversicherung wurde im gleichen Zeitraum um 321 Millionen Euro entlastet. Die neue Regelung fand insgesamt eine hohe Akzeptanz bei den Beteiligten.

## Anspruchsvoraussetzungen nach § 101 SGB III
Tritt in der Schlechtwetterzeit aus witterungsbedingten oder wirtschaftlichen Gründen oder infolge eines unabwendbaren Ereignisses in einem Betrieb des Baugewerbes oder eines anderen von saisonbedingtem Arbeitsausfall betroffenen Wirtschaftszweigs ein erheblicher Arbeitsausfall auf, so erhalten die von Entgeltausfall betroffenen Arbeitnehmer Saison-Kurzarbeitergeld, wenn die betrieblichen und persönlichen Voraussetzungen vorliegen sowie der Arbeitsausfall der Bundesagentur für Arbeit angezeigt und das Saison-Kurzarbeitergeld beantragt wurde.

### Schlechtwetterzeit
Schlechtwetterzeit ist die Zeit vom 1. Dezember bis 31. März (§ 101 Abs. 1 SGB III). Nur für diese Zeit kommt ein Anspruch auf das Saison-Kurzarbeitergeld in Betracht. Die für das Gerüstbaugewerbe erlassene Übergangsvorschrift, nach der die gesetzliche Schlechtwetterzeit in den Jahren 2010 und 2011 jeweils schon am 1. November begann, ist ausgelaufen (§ 434n Abs. 2 SGB III a.F.).

### Anspruchsberechtigte Betriebe
- Der Betrieb, in dem der Arbeitsausfall auftritt, muss gewerblich überwiegend Bauleistungen auf dem Baumarkt erbringen (§ 101 Abs. 1 Nr. 1, Abs. 2 SGB III). Nach der Baubetriebe-Verordnung[12] sind dies Betriebe des Baugewerbes, des Gerüstbauerhandwerks, des Dachdeckerhandwerks und des Garten- und Landschaftsbaus.

- Darüber hinaus besteht die Möglichkeit, auch Betriebe aus einem anderen Wirtschaftszweig, der von saisonbedingtem Arbeitsausfall betroffen ist, in den Geltungsbereich des Saison-Kurzarbeitergeldes einzubeziehen (§ 101 Abs. 1 Nr. 1, § 109 SGB III). Von dieser Möglichkeit der Einbeziehung wurde allerdings bisher kein Gebrauch gemacht.

### Erheblicher Arbeitsausfall
Es muss ein erheblicher Arbeitsausfall vorliegen. Der Arbeitsausfall ist erheblich, wenn er auf einen der in § 101 Abs. 5 Satz 1 SGB III genannten Gründen beruht und wenn er nicht vermeidbar ist.

#### Gründe für den Arbeitsausfall
Relevante Ausfallgründe sind:
- wirtschaftliche Gründe (z. B. Auftragsmangel)
- witterungsbedingte Gründe (z. B. Frost) für mindestens eine Stunde (Zeitgrenze gilt nur hier)
- unabwendbare Ereignisse (z. B. Naturkatastrophe oder Tierseuche)

#### Unvermeidbarkeit des Arbeitsausfalls
Der Arbeitsausfall ist unvermeidbar, wenn im Betrieb alle wirtschaftlich zumutbaren Vorkehrungen getroffen wurden, um den Eintritt des Arbeitsausfalls zu verhindern (§ 96 Abs. 4, § 101 Abs. 8 SGB III).

##### Arbeitszeitkonten
Es besteht keine Pflicht, ein Arbeitszeitguthaben für die Schlechtwetterzeit anzusparen. Ist ein solches jedoch vorhanden, gilt der Arbeitsausfall insoweit als vermeidbar. Zeitguthaben müssen also grundsätzlich aufgelöst werden, bevor Saison-Kurzarbeitergeld in Anspruch genommen werden kann. Die Höchstgrenze, bis zu der eine Auflösung verlangt werden kann, liegt bei 10 % der Jahresarbeitszeit (§ 96 Abs. 4 Satz 3 Nr. 4 SGB III), das sind bei einer 40-Stunden-Woche 208 Stunden. 
Besonders geschützt sind außerdem Arbeitszeitguthaben von bis zu 50 Stunden, die aufgrund einer Vereinbarung ausschließlich zur Überbrückung von Arbeitsausfällen außerhalb der Schlechtwetterzeit (z. B. für Brückentage) bestimmt sind (§ 96 Abs. 4 Satz 3 Nr. 1 SGB III). 
Verhindert werden soll, dass Arbeitszeitguthaben, die nicht mindestens ein Jahr bestanden haben, zu Beginn der Schlechtwetterzeit (z. B. durch Auszahlung) aufgelöst werden, um dann zu Lasten der Sozialversicherung Saison-Kurzarbeitergeld zu beziehen. Deshalb besteht in Höhe der zweckwidrig eingesetzten Guthabenstunden kein Anspruch auf Saison-Kurzarbeitergeld, es sei denn, das Arbeitszeitguthaben wurde zum Ausgleich für einen verstetigten Monatslohn, für witterungsbedingten Arbeitsausfall oder für die Freistellung zum Zwecke der Qualifizierung eingesetzt (§ 101 Abs. 5 Satz 3 SGB III).

##### Urlaub
Zur Vermeidung des Arbeitsausfalls kommt die Gewährung von Urlaub in Betracht, soweit vorrangige Urlaubswünsche der Arbeitnehmer der Urlaubsgewährung nicht entgegenstehen (§ 96 Abs. 4 Satz 2 Nr. 2 SGB III). Um den Sinn und Zweck des Erholungsurlaubes nicht zu gefährden, kann bei vorrangigen Urlaubswünschen der Arbeitnehmer von den Agenturen für Arbeit nicht gefordert werden, dass dieser bis gegen Ende des laufenden Urlaubsjahres zur Vermeidung von Kurzarbeit eingebracht wird, bzw. der Arbeitgeber eine Bestimmung über den Antritt des Urlaubs trifft. Anders verhält es sich bei übertragenen Urlaubsansprüchen. In diesen Fällen kann zu Beginn der Schlechtwetterzeit im Rahmen des Saison-Kurzarbeitergeldes verlangt werden, dass ein aus dem Vorjahr übertragener Resturlaubsanspruch, der nach den Verfallfristen des § 8 BRTV-Bau gegenüber dem Arbeitgeber ohnehin nur bis zum Ende des laufenden Kalenderjahres geltend gemacht werden kann, eingebracht wird.

### Entgeltausfall
Der Arbeitnehmer darf für die Ausfallzeit keinen Anspruch auf Arbeitsentgelt haben (§ 95 Nr. 1 SGB III).
Für gewerbliche Arbeitnehmer im Bauhauptgewerbe entfällt der Lohnanspruch bei witterungsbedingtem Arbeitsausfall oder bei wirtschaftlich bedingtem Arbeitsausfall in der Schlechtwetterzeit auf Grund von § 4 Nr. 6.1 Abs. 1 Satz 1 BRTV-Bau. Für angestellte Arbeitnehmer kann der Entgeltausfall aus einer zu treffenden einzelvertraglichen Vereinbarung oder einer Betriebsvereinbarung folgen.

### Betriebliche und persönliche Voraussetzungen
Die betrieblichen und persönlichen Voraussetzungen müssen erfüllt sein:
- In dem Betrieb oder in der Betriebsabteilung muss mindestens ein Arbeitnehmer beschäftigt sein (§ 97 SGB III),
- der das Saison-Kurzarbeitergeld beanspruchende Arbeitnehmer muss in einem ungekündigten oder nicht durch Aufhebungsvertrag aufgelösten, versicherungspflichtigen Arbeitsverhältnis stehen und es nach dem Arbeitsausfall weiterführen (§ 98 SGB III). Auch arbeitsunfähige Arbeitnehmer haben Anspruch, solange sie kein Krankengeld beziehen. Während des Bezugs des Kurzarbeitergeldes müssen die Arbeitnehmer den Vermittlungsbemühungen der Agentur für Arbeit zur Verfügung stehen.

### Anzeige des Arbeitsausfalls bei der Agentur für Arbeit
Der Arbeitsausfall muss der Agentur für Arbeit am Betriebssitz durch den Arbeitgeber zusammen mit einer Stellungnahme des Betriebsrats schriftlich angezeigt werden (§ 99 SGB III). Bei ausschließlich auf unmittelbar witterungsbedingten Gründen beruhendem Arbeitsausfall entfällt die Anzeigepflicht (§ 101 Abs. 7 SGB III).

### Antrag durch den Arbeitgeber
Das Saison-Kurzarbeitergeld muss vom Arbeitgeber innerhalb einer Ausschlussfrist von drei Monaten, beginnend mit dem Ablauf des Monats, für den die Leistung begehrt wird, beantragt werden (§ 325 Abs. 3 SGB III). Örtlich zuständig ist hier, anders als für die Anzeige, die Arbeitsagentur am Sitz der Lohnabrechnungsstelle des Betriebs.
Der Antrag kann weder durch den Arbeitnehmer noch durch den Betriebsrat gestellt werden. Trotzdem ist der Arbeitnehmer und nicht der Arbeitgeber Inhaber des Anspruchs auf das Kurzarbeitergeld. Nur der Arbeitgeber ist berechtigt, Rechtsmittel gegen den Bescheid über den Antrag einzulegen. Arbeitsrechtlich kann der Arbeitgeber verpflichtet sein, gegen fehlerhafte Bescheide Widerspruch zu erheben.
Der Bau-Arbeitgeber hat nach § 4 Nr. 6.1 Abs. 1 Satz 2 BRTV-Bau das Saison-Kurzarbeitergeld bereits mit der nächsten Lohnabrechnung in der gesetzlichen Höhe an den Arbeitnehmer zu zahlen, unabhängig davon, ob die Agentur für Arbeit über den Antrag bereits entschieden hat.

## Höhe des Saison-Kurzarbeitergeldes
Das Saison-Kurzarbeitergeld wird in gleicher Höhe wie das konjunkturelle Kurzarbeitergeld gezahlt (§ 105, § 106 SGB III). Es beträgt 60 % der Nettoentgeltdifferenz im Anspruchszeitraum. Einen erhöhten Leistungssatz von 67 % erhalten Arbeitnehmer, auf deren Lohnsteuerkarte ein Kinderfreibetrag von mindestens 0,5 eingetragen ist. Die Nettoentgeltdifferenz entspricht dem Unterschiedsbetrag zwischen dem pauschalierten Nettoentgelt aus dem Sollentgelt und dem pauschalierten Nettoentgelt aus dem Istentgelt. 
Der Bezug vom Saison-Kurzarbeitergeld wirkt sich nicht mindernd auf einen eventuellen späteren Bezug von Arbeitslosengeld aus.

## Steuerliche Behandlung
Das Saison-Kurzarbeitergeld ist steuerfrei (§ 3 EStG), unterliegt aber dem steuerlichen Progressionsvorbehalt.

## Ergänzende Leistungen nach § 102 SGB III
Aus der Winterbeschäftigungsumlage werden von den Betrieben des Baugewerbes die ergänzenden Leistungen des Saison-Kurzarbeitergeldes (Wintergeld an die Arbeitnehmer und Beitragserstattung an den Arbeitgeber) aufgebracht.

### Zuschuss-Wintergeld
Für jede ausgefallene Arbeitsstunde, zu deren Ausgleich ein Arbeitszeitguthaben aufgelöst wird und dadurch die Inanspruchnahme des Saison-Kurzarbeitergeldes vermieden wird, erhält der Arbeitnehmer im Bauhauptgewerbe, dessen Kündigung aus witterungsbedingten Gründen ausgeschlossen ist, ein Zuschuss-Wintergeld in Höhe von 2,50 € (§ 102 Abs. 2 SGB III). Dieser Bezug ist steuer- und sozialversicherungsfrei. Durch diese Leistung soll ein Anreiz geschaffen werden, einzelvertraglich oder durch Betriebsvereinbarungen eine Flexibilisierung der Arbeitszeit (Arbeitszeitkonten) zu vereinbaren. Im Baunebengewerbe beträgt das Zuschuss-Wintergeld 1,03 € (§ 133 Abs. 3 SGB III).

### Mehraufwands-Wintergeld
Arbeitnehmer, die auf einem witterungsabhängigen Arbeitsplatz beschäftigt sind und nicht witterungsbedingt gekündigt werden dürfen, erhalten für jede berücksichtigungsfähige tatsächlich geleistete Arbeitsstunde ein Mehraufwands-Wintergeld in Höhe von 1,00 €. Berücksichtigungsfähig sind Arbeitsstunden in der Zeit vom 15. Dezember bis Ende Februar, und zwar im Dezember bis maximal 90 Stunden, im Januar und Februar jeweils bis maximal 180 Stunden (§ 102 Abs. 3 SGB III).

### Sozialaufwandserstattung
Arbeitgeber des Bauhauptgewerbes können die Erstattung der von ihnen für die Bezieher von Saison-Kurzarbeitergeld zu tragenden Beiträge zur Sozialversicherung beantragen (§ 102 Abs. 4 SGB III).

## Finanzierung
Das Saison-Kurzarbeitergeld wird aus den Mitteln der Arbeitslosenversicherung finanziert. 
Die Finanzierung der ergänzenden Leistungen erfolgt durch eine Umlage. Die Umlage beträgt in Betrieben des Bauhauptgewerbes 2 % der umlagepflichtigen Bruttoentgelte der gewerblichen Arbeitnehmer, in den Betrieben des Baunebengewerbes 1 %. Im Bauhauptgewerbe wird die Umlage zu 60 % von den Arbeitgebern (= 1,2 % des Bruttolohns) und zu 40 % (= 0,8 % des Bruttolohns) von den Arbeitnehmern aufgebracht, im Übrigen allein von den Arbeitgebern. Umlagepflichtig ist grundsätzlich der lohnsteuerpflichtige und nicht pauschal zu versteuernde Bruttoarbeitslohn, ausgenommen sind das tarifliche 13. Monatseinkommen, Urlaubsabgeltungen, Abfindungen und andere Leistungen. Als Einzugsstelle fungiert im Bauhauptgewerbe die SOKA-BAU, die eine gemeinsame Einrichtung der Tarifvertragsparteien ist, sonst die Agentur für Arbeit. 
Der Arbeitnehmer kann den von ihm aufgewendeten Anteil an der Winterbeschäftigungs-Umlage als Werbungskosten nach § 9 Abs. 1 EStG in seiner Einkommensteuererklärung geltend machen.